# Semaeopus ochratipennis
Semaeopus ochratipennis är en fjärilsart som beskrevs av W. Warren 1905. Semaeopus ochratipennis ingår i släktet Semaeopus och familjen mätare. Inga underarter finns listade i Catalogue of Life.